# Kalliope-Verbund
Der Kalliope-Verbund (nach der weisesten Muse Kalliope; anfangs „Kalliope-Portal“) ist ein Informationssystem für Nachlässe und Autographen in Bibliotheken, Archiven und Museen. Es wird als Projekt von der Deutschen Forschungsgemeinschaft (DFG) gefördert und von der  Staatsbibliothek zu Berlin betrieben.

## Geschichte
Der Kalliope-Verbundkatalog ist die digitale Fortsetzung der 1966 in West-Berlin gegründeten „Zentralkartei der Autographen“ (ZKA) mit circa 1,2 Millionen Nachweisen. Die ZKA wurde als Ergänzung westdeutscher Nachlassverzeichnisse von der Handschriftenabteilung der Staatsbibliothek zu Berlin (Haus Potsdamer Straße) verwaltet und diente ab 1969 als Fortführung des gedruckten Nachlassverzeichnisses von Ludwig Denecke.
Die Datenbank „ZKA online“ wurde von 2001 bis 2003 entwickelt. Seit Oktober 2004 ist der Grundbestand des Zettelkatalogs online recherchierbar. Benannt wurde das Portal nach Kalliope, der Muse der epischen Dichtung. Dies verweist auf den Ursprung des Portals aus dem bibliothekarischen Bereich.

## Inhalt
Insgesamt sind etwa 500 Bibliotheken, Archive und Museen aus Deutschland und verschiedenen anderen Ländern als besitzende Institutionen verzeichnet. Die Datenbank umfasste Ende 2010 1.530.600 Autographen, 25.300 Bestände und 491.000 Personen und im Januar 2012 1.610.156 Autographen, 28.178 Bestände und 512.713 Personen. Im Februar 2015 umfasste der Katalog 2,35 Millionen Nachweise von über 590.000 Personen.
2014 wurde die Präsentation grundsätzlich überarbeitet und um  Optionen der Visualisierung erweitert. Gegenwärtig befindet sich diese Umsetzung noch in der Testphase.
Drei Sucheinstiege ermöglichen dem Nutzer die differenzierte Suche nach Autographen (z. B. nach den Namen der Korrespondenzpartner, nach Briefdaten, Entstehungsorten und -ländern sowie nach den Autographenbeständen einzelner Institutionen), nach Personen (z. B. die Suche nach Personen sowie nach biographischen Daten oder nach Institutionen) und nach Beständen (d. h. nach ganzen Nachlässen und Sammlungen).
Der Schwerpunkt der in Kalliope nachgewiesenen Nachlässe lag bis 2023 auf dem bibliothekarischen Bereich. Nachlässe in Archiven wurden vor allem durch die vom deutschen Bundesarchiv betriebene Zentrale Datenbank Nachlässe (ZDN) nachgewiesen. Seit dem 1. Oktober 2023 ist die ZDN zu Kalliope umgezogen. Die Daten sind mit der Deutschen Biographie verknüpft.